# Bistum Chișinău
Das Bistum Chișinău (lat.: Dioecesis Chisinauensis) ist ein römisch-katholisches Bistum in der Republik Moldau.

## Geschichte

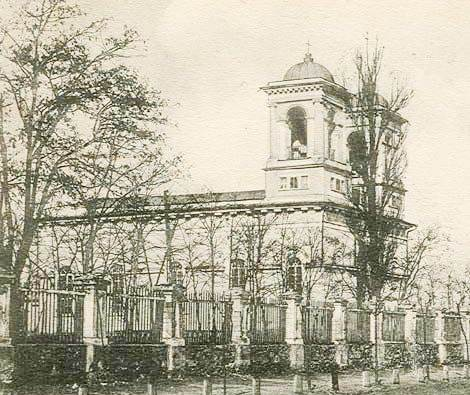
Kathedrale der göttlichen Vorsehung in Chișinău um 1900

Nach dem Zusammenbruch der Sowjetunion und der Etablierung der Republik Moldau errichtete Papst Johannes Paul II. am 28. Oktober 1993 eine Apostolische Administratur in Chișinău, welche das ganze Land umfasst, aus Gebietsabtretungen der Bistümer Iași und Tiraspol. Diese Administratur, deren Gläubige in einer ausgeprägten Diasporasituation leben, wurde am 27. Oktober 2001 zum Bistum erhoben.